# 荻田伍
荻田 伍（おぎた ひとし、1942年1月1日- ）は、日本の実業家。アサヒグループホールディングス代表取締役会長兼CEO、日本経団連副会長などを務めた。

## 略歴
- 1942年1月1日[1] - 福岡県飯塚市に生まれる。
- 1960年 - 福岡県立嘉穂東高等学校卒業[2]。
- 1965年 - 九州大学経済学部卒、アサヒビールに入社。
- 1997年 - アサヒビール取締役に就任。
- 2000年 - アサヒビール常務執行役員に就任。
- 2002年 - アサヒ飲料に出向、同社の副社長に就任。
- 2003年 - アサヒ飲料の社長に就任。
- 2006年3月 - アサヒビールに復帰、同社の代表取締役社長兼COOに就任[3]。
- 2010年3月 - 代表取締役会長兼CEOに就任[4]。
- 2010年6月 - 帝国ホテル取締役[5]
- 2011年7月 - アサヒグループホールディングス株式会社 代表取締役会長兼CEO
- 2012年2月 - 日本経団連 副会長[6]
- 2012年6月 - 日本電気株式会社 社外取締役（現任）
- 2014年3月 - アサヒグループホールディングス株式会社相談役
- 2015年4月 - 東京芸術劇場館長（第4代）[7]
- 2016年6月 - 日本取引所グループ取締役[8]
- 2020年4月 - 旭日大綬章受章[9][10]

## 人物
アサヒビール入社当初は営業職を務めた。当時のビール市場のシェアはキリンビールが50%を越えており、アサヒの売り上げは低迷していた。酒販店の協力を得て、他社のビールケースの四隅に自社製品を入れたり、店頭の冷蔵庫に自社のビールを入れて、冷えたビールを求める客に薦めてもらうなどの工夫で小売店や料飲店との信頼を築いていった。2002年のアサヒ飲料出向後は朝専用をうたったWONDAモーニングショット発売 や三ツ矢サイダーのリニューアル などにより、債務超過目前といわれていた赤字体質から脱却、2003年度からは単年度黒字を出すまでに業績を回復させた。これを買われ、2006年にはアサヒビールの代表取締役社長兼COOに抜擢された。

## テレビ出演
- 日経スペシャル カンブリア宮殿（テレビ東京）
  - 第1回 営業の鬼が語る「どん底でも売れる営業力とは」（2009年11月16日）[14]
  - 第2回 ドライを超えろ！常にメガヒットを狙え！（2009年11月23日）[15]